# Ridder Graniet
Ridder Graniet Sterker-Dan-Ik-Kan-Niet (kortweg Ridder Graniet) is een personage uit het voormalige attractiepark Het Land van Ooit en een televisiepersonage in diverse televisieprogramma's voor kinderen.

## Rol
Ridder Graniet dankte zijn naam aan het feit dat hij als jongen met een groot zwaard in zijn handen stond en zei dat niemand sterker was dan hij. Enkele hofdames hoorden dit en al snel werd hij Ridder Graniet Sterker–Dan–Ik–Kan–Niet genoemd.
Ridder Graniet werd vaak vergezeld door Kos met de Snor, zijn ridderpaard, waar hij in de laatste jaren weer op reed.
Van Graniet werd gezegd dat hij maar van één iets bang was, en dat was van ridder Stor de Bostor. Ridder Graniet was gekleed in een harnas met daaronder kleren in zijn wapenkleuren, geel en blauw. Ook op zijn helm waren gele en blauwe veren te vinden. Hij liep vaak rond in het park en voerde kleine shows op, meestal in de vorm van straattheater. Ook speelde hij af en toe in de grotere shows in het park. Als personage was hij samen met Kloontje het Reuzenkind een van de belangrijkste personages van het park. Door de jaren heen werd de rol van Ridder Graniet door verschillende acteurs vervuld.

## Televisie
Ridder Graniet komt ook voor in verschillende kinder-televisieprogramma's. Als eerste was hij te zien in het regionale TV8-programma Kloontje het Reuzenkind (rond het gelijknamige Land van Ooit-figuur), in de jaren 1995 en 1996. Een jaar later ging de serie verder onder de titel Kinderen zijn de Baas op zender SBS6. Ook hierin was Ridder Graniet te zien. Tot slot kwam hij voor in het programma KzdB-network, dat eveneens op die zender werd uitgezonden.

## Theatertournee
In 2003 ging Ridder Graniet de theaters in met een theatertournee, vergezeld van de personages Kloontje het Reuzenkind, Jean d'Orange, Dame Grandeur de Bourgeoisie en Makei. Deze voorstelling, waarin Ridder Graniet op zoek ging naar een vakantieplaats voor de Gouverneur van Het Land van Ooit, heeft twee seizoenen door Nederland gereisd.

## Faillissement
Op 21 november 2007 werd Het Land van Ooit failliet verklaard. De gemeente Heusden maakte op 21 december 2007 bekend dat ze alle grond en opstallen had opgekocht. In maart 2008 vond de executieverkoop plaats van de overige bezittingen, en dus ook van de verschillende pakken en accessoires van Ridder Graniet. Met het faillissement kwam tevens een einde aan de rol van Ridder Graniet.